# なにやってもうまくいかない
「なにやってもうまくいかない」は、2021年9月26日にVirgin Musicから配信された、日本のシンガーソングライター・meiyoのメジャー1作目の楽曲。

## 背景
前作『↑↑↓↓←→←→BA』以来約5か月ぶりのリリースにして、メジャーデビュー作。同曲はTikTokの急上昇チャートで1位を獲得し、正式リリースの前に総再生回数が1億回を突破した。
歌詞には、曲名の通り「なにやってもうまくいかない」という感情をそのまま落とし込んでいる。
2021年10月22日に、YouTubeチャンネル「blackboard」にて一発撮りの映像が公開された。

## ミュージックビデオ
なにやってもうまくいかない
映像を手掛けたのは、本作の配信ジャケットも手掛けているトキチアキ。ミュージックビデオ公開後には、カラオケバージョンと可不に歌唱させたボーカロイドバージョンのミュージックビデオとasmiに歌唱させたミュージックビデオも公開された。

## 参加ミュージシャン
- meiyo（ボーカル）
- 草刈愛美（サカナクション）（ベース）[6]
- 浦本雅史（エンジニア）

## なにやってもうまくいかない feat. asmi
楽曲「ヨワネハキ」などで知られているシンガーソングライターのasmiに歌唱させた「なにやってもうまくいかない feat. asmi」は、2022年1月7日にVirgin Musicから配信された。

### クレジット
- meiyo（作詞・作曲）
- asmi（ゲストボーカル）
- 100回嘔吐（アレンジャー）
- 十八番茶（ミュージックビデオ）